# Ned Eisenberg
Ned Eisenberg (New York, 13 januari 1957 – aldaar, 27 februari 2022) was een Amerikaans acteur.

## Biografie
Eisenberg begon in 1980 met acteren in de film The Exterminator. Hierna heeft hij nog meerdere rollen gespeeld in films en televisieseries zoals Miami Vice (1985-1989), Celebrity (1998), Million Dollar Baby (2004), World Trade Center (2006), Law & Order (1997-2009) en Law & Order: Special Victims Unit (2000-2019). 
Eisenberg was ook actief in het theater, en speelde ook diverse rollen op Broadway. 
Eisenberg overleed op 65-jarige leeftijd aan de gevolgen van galwegkanker en een oogmelanoom.

## Filmografie
Uitgezonderd korte films.
- 2018 Asher - als Abram
- 2015 Meadowland - als Griffin
- 2015 Experimenter - als Solomon Asch
- 2012 Won't Back Down – als Arthur Gould
- 2011 Limitless – als Morris Brandt
- 2006 Flags of Our Fathers – als Joe Rosenthal
- 2006 World Trade Center – als politieagent Polnicki
- 2005 Stories of Lost Souls – als Jimmy
- 2004 Million Dollar Baby – als Sally Mendoza
- 2003 Head of State – als Mike Blake
- 2000 Cheaters – als Robert Clifford
- 1999 Snow Days – als Carl
- 1999 Dash and Lilly – als Bob Canstantine
- 1998 A Civil Action – als oom Pete
- 1998 Exiled – als Jerry Kleinert
- 1998 Celebrity – als gast op boekenfeest van Elaine
- 1998 Primary Colors – als Brad Lieberman
- 1997 Path to Paradise: The Untold Story of the World Trade Center Bombing – als Emad Salem
- 1996 Last Man Standing – als Fredo Strozzi
- 1994 Star Struck – als Mickey
- 1992 A Murderous Affair: The Carolyn Warmus Story – als rechercheur Richard Freedman
- 1990 Air America – als Nick Pirelli
- 1989 Charlie – als Al Hattman
- 1987 Hiding Out – als Rodriguez
- 1985 Key Exchange – als Piero
- 1985 Moving Violations – als Wink Barnes
- 1984 Firstborn – als leerling rijschool
- 1983 Slayground – als Lonzini
- 1983 Deadly Force – als eigenaar van spel
- 1982 The Soldier – als gevangene van Israël
- 1981 The Burning – als Eddy
- 1981 We're Fighting Back – als Ace
- 1980 The Exterminator – als Marty

### Televisieseries
Uitgezonderd eenmalige gastrollen.
- 2020 Little Voice - als Al - 6 afl.
- 2000–2019 Law & Order: Special Victims Unit – als Roger Kressler – 24 afl.
- 2016 The Night Of - als Lawrence Felder - 2 afl.
- 2013-2016 Person of Interest - als rechercheur Joseph Soriano - 2 afl.
- 2012 Made in Jersey - als ADA Diego Haas - 2 afl.
- 1997–2009 Law & Order – als James Granick – 7 afl.
- 2007 The Black Donnellys – als rechercheur Frankie Stein – 4 afl.
- 1990–1991 The Fanelli Boys – als Anthony Fabelli – 19 afl.
- 1985–1989 Miami Vice – als Fredero Librizzi – 2 afl.

## TheaterwerkBroadway
- 2017 Six Degrees of Separation - als dr. Fine
- 2014 Rocky - als Wysocki / Bob Dunphy
- 2012-2013 Golden Boy - als Roxy Gottlieb
- 2006 Awake and Sing! - als oom Morty
- 2000 The Green Bird - als Truffaldino

- Bibliothèque nationale de France: cb140435010 (data)
- International Standard Name Identifier: 0000 0000 4596 6854
- Library of Congress Control Number: no2001070052
- MusicBrainz: b599f127-8ebd-441d-862f-c88ea3baf8dc
- Virtual International Authority File: 26717639
- WorldCat: E39PCjtBwWrxwkKPcGc9bPTGVy